# Vlag van The Bronx

Vlag van The Bronx

Het ontwerp van de vlag van The Bronx bestaat uit een horizontale driekleur. De bovenste band is oranje, de middelste band is wit en de onderste band is blauw, waarmee de historische Nederlandse driekleur wordt nagebootst. In het midden van de vlag staat een lauwerkrans die staat voor eer en roem. De krans omringt het wapen van de familie Bronck. Het schild van het familiewapen toont het gezicht van de zon met stralen die opkomen uit de zee, wat staat voor vrede, vrijheid en handel. Het wapen heeft een adelaar die naar het oosten kijkt en zijn vleugels heeft uitgestrekt, wat staat voor "de hoop van de Nieuwe Wereld zonder de Oude te vergeten". De tekst onder het schild is ook het motto van de gemeente en luidt "ne cede malis", wat een Latijnse uitdrukking is die "Geef je niet over aan het kwaad" betekent.
De vlag van de Bronx werd voor het eerst aangenomen in maart 1912, door toenmalig districtspresident Cyrus C. Miller, en erkend door de stad op 29 juni 1915.